# Sielec (rejon iwacewicki)
Sielec (biał. Сялец, Sialec; ros. Селец, Sielec) – wieś na Białorusi, w obwodzie brzeskim, w rejonie iwacewickim, w sielsowiecie Dobromyśl, nad Myszanką i w pobliżu jej ujścia do Szczary, przy granicy Wygonowskiego Rezerwatu Krajobrazowego.
W dwudziestoleciu międzywojennym leżał w Polsce, w województwie nowogródzkim; do 22 stycznia 1926 w powiecie słonimskim, następnie w powiecie baranowickim; w gminie Dobromyśl. Po II wojnie światowej w granicach Związku Radzieckiego. Od 1991 w niepodległej Białorusi.